# Village People
Village People (с англ. — «Люди из деревни» (Гринвич-Виллидж — район Манхэттена, Нью-Йорк, известный во время создания группы активностью арт- и гей-сообщества) — американская диско-группа. Образована в 1977 году французскими продюсерами Жаком Морали, Анри Белоло и вокалистом Виктором Уиллисом, после выпуска одноимённого альбома, ставшая особенно популярной в гей-сообществе. Шесть вокалистов представляли архетипические образы американской мужественности: полицейский (Виктор Уиллис), индеец (Филип Роуз), ковбой (Рэнди Джонс), строительный рабочий (Дэвид Ходо), байкер (Гленн Хьюз) и морской пехотинец (Алекс Брайли). 
Группа записала несколько диско- и танцевальных хитов, среди которых «Y.M.C.A.», «Go West», «In the Navy» и «Macho Man». В марте 2020 года Библиотека Конгресса охарактеризовала хит «Y.M.C.A.» как «американский феномен», и добавила песню в Национальный реестр звукозаписей, где хранятся аудиозаписи, считающиеся «культурно, исторически или эстетически значимыми».
В 1980 году участники группы появилась в музыкальном фильме «Музыку не остановить», представляющий собой фантазию на тему продвижения группы к известности и успеху в шоу-бизнесе.

## Дискография
| Год  | Название             |
| ---- | -------------------- |
| 1977 | Village People       |
| 1978 | Macho Man            |
| 1978 | Cruisin'             |
| 1979 | Go West              |
| 1979 | Live and Sleazy      |
| 1980 | Can’t Stop the Music |
| 1981 | Renaissance          |
| 1982 | Fox on the Box       |
| 1983 | In the Street        |
| 1985 | Sex Over the Phone   |

### Сборники и другие альбомы
- 1984 — Live: Seoul Song Festival
- 1988 — Greatest Hits
- 1989 — Greatest Hits '89 Remixes
- 1994 — The Best of Village People
- 1998 — The Very Best Of
- 2001 — 20th Century Masters, The Millennium Collection…The Best of Village People

### Синглы
- «San Francisco (You’ve Got Me)» (1977; Великобритания — #46)
- «Village People» (1977)
- «I Am What I Am» (1978)
- «Macho Man» (1978; США — #26)
- «Y.M.C.A.» (1978; Великобритания — #1, США — #2)
- «Go West» (1979; Великобритания — #14)
- «In the Navy» (1979; США — #2)
- «Ready for the 80’s» (1979; США — #52)
- «Sleazy» (1979)
- «Can’t Stop the Music» (1980)
- «Magic Night» (1980)
- «Sex Over the Phone» (1985)

## Состав группы

### Оригинальный коллектив
- Алекс Брайли — морской пехотинец
- Дэвид Ходо — строительный рабочий
- Гленн Хьюз — байкер
- Рэнди Джонс — ковбой
- Филип Роуз — индеец
- Виктор Уиллис — полицейский

### Заменённый коллектив
- Марк Масслер — Строительный рабочий, 1977 год (до Ходо)
- Дэйв Форрест — Ковбой, 1977 год (до Джонса)
- Питер Уайтхид — соавтор песен с Уиллисом, Генри Белоло, Филом Харттом и Жаком Морали, выступавший некоторое время с группой в 1977
- Эрик Анзалон — Рокер/Байкер, выступающий с 1995 года.
- Джефф Олсон — Ковбой, выступавший в 1980—1985 годах и с 1991 года по настоящее время.
- Рэй Симпсон — Полицейский, выступавший в 1979—1982 годах и с 1987 года по настоящее время.
- Майлз Джей — Полицейский, выступавший в 1983—1984 годах.
- Рэй Стифенс — Полицейский, выступавший в 1985 году.
- Пай Дуглас — Полицейский, заменявший Рэя Стифенса во время европейского турне группы в 1985 году.
- Марк Ли — Строительный рабочий, выступавший в 1982—1985 годах.
- Билл Уайтфилд — Строительный рабочий, выступавший в 2002 и 2003 годах
- Алекс Тиммерман — Морской пехотинец, выступавший в 2004 году.